# Checkstay
Checkstay är två vajrar eller linor som går från mitten av masten till akterspegeln. De kan sägas vara ett undre backstag. Checkstays funktion är att reglera hur masten böjs. Det förekommer på tävlingsbåtar så som America's Cup- och Volvo Ocean Race-båtar, men är ovanligt på familjebåtar.